# Principe (manzana)
Principe es el nombre de una variedad cultivar de manzano (Malus domestica). Esta manzana estuvo cultivada en la colección de la Estación Experimental Aula Dei (Zaragoza). Esta manzana es una variedad de manzanas antiguas autóctonas de la provincia de La Coruña, actualmente ha descendido su interés comercial donde tenía su principal ámbito de cultivo en Galicia.

## Sinónimos
- "Manzana Principe",[5][7][8]
- "Maceira Principe".

## Historia
La variedad de manzana 'Principe' tiene su origen en la Provincia de La Coruña de la comunidad autónoma de Galicia.
Variedad que ha bajado su interés comercial en la provincia de La Coruña con respecto a periodos anteriores donde tuvo una gran difusión, que ha sido desplazado su cultivo por las nuevas variedades selectas foráneas que se distribuyen por los grandes circuitos de comercialización.

## Características
El manzano de la variedad 'Principe' tiene un vigor medio; porte enhiesto, con vegetación muy tupida, hoja pequeña; tubo del cáliz cónico, más o menos pronunciado, y con los estambres situados en su mitad.
La variedad de manzana 'Principe' tiene un fruto de tamaño medio; forma esfero-cónica y a veces aplastada por los dos polos pero siempre globosa; piel fuerte y semi-brillante; con color de fondo verde-oliva a verde-blanquecino, importancia del sobre color lavado, color del sobre color rosado o rojo, distribución del sobre color en chapa, presentando chapa en zona de insolación, más o menos amplia, de rojo ciclamen o solamente ruborosa, acusa un punteado ruginoso o de color del fondo, y con una sensibilidad al "russeting" (pardeamiento áspero superficial que presentan algunas variedades) débil;
pedúnculo mediano, rebasa siempre la cavidad, medianamente fino y curvado, más engrosado en su inserción y levemente pubescente, anchura de la cavidad peduncular ancha o relativamente estrecha, profundidad cavidad pedúncular de poca o marcada profundidad, fondo con chapa ruginosa marrón o gris verdoso, borde levemente ondulado, y con una importancia del "russeting" en cavidad peduncular media; anchura de la cavidad calicina mediana, profundidad de la cavidad calicina poco profunda pero de cubeta marcada, con el fondo casi siempre ruginoso de rayas circulares, borde desde suavemente ondulado a marcadamente irregular, y con importancia del "russeting" en cavidad calicina media; ojo casi siempre pequeño, cerrado o entreabierto; sépalos largos, erguidos o con puntas vueltas, verdosos y tomentosos.
Carne de color blanco-crema con fibras verdosas; textura jugosa; sabor agradable; corazón más cerca del pedúnculo, sólo enmarcado por un lado; eje agrietado y abierto; celdas cortas, arriñonadas a las casi esféricas y pobladas de semillas; semillas pequeñas, irregularmente formadas, aplanadas de un costado y de color castaño claro.
La manzana 'Principe' tiene una época de maduración y recolección muy tardía, en invierno, su recolección se lleva a cabo a mediados de diciembre. Se usa como manzana de mesa fresca de mesa y en la cocina.